# Émile Auguste Zurlinden

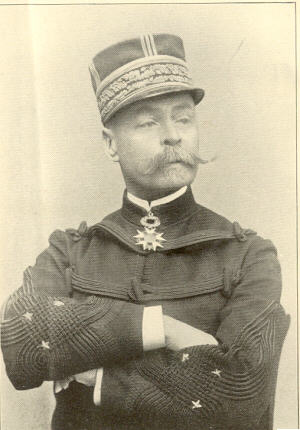
Émile Auguste Zurlinden, 1898

Émile Auguste François Thomas Zurlinden (* 3. November 1837 in Colmar; † 9. März 1929) war ein französischer General und Kriegsminister.

## Leben
Zurlinden absolvierte die École polytechnique in Paris, trat 1858 in ein Artillerieregiment ein und wurde 1860 zum Sous-lieutenant befördert. 1866 erfolgte die Beförderung zum Capitaine.
Im Deutsch-Französischen Krieg 1870/71 wurde er nach der Kapitulation von Metz kriegsgefangen und nach Glogau gebracht, wo er jedoch am Weihnachtsabend entfliehen konnte. Er kehrte wieder zurück nach Frankreich und kämpfte weiter gegen Deutschland.
Weitere Stationen der militärischen Karriere Zurlindens sind:
- 1880: Beförderung zum Colonel
- 1885: Beförderung zum Général de brigade
- 1890: Beförderung zum Général de division[2] und Ernennung zum Kommandeur der 2. Infanteriedivision in Arras

1894 erhielt er das Kommando des 4. Armeekorps in Le Mans. Zwischen dem 27. Januar und dem 28. Oktober 1895 war Zurlinden Kriegsminister im Kabinett Ribot. Anschließend übernahm er das 15. Armeekorps in Marseille. Im Januar 1898 wurde er zum Militärgouverneur von Paris und im September erneut zum Kriegsminister ernannt. Zurlinden trat aber bereits nach zwei Wochen aufgrund der Dreyfus-Affäre zurück und ging wieder in seine frühere Stellung. Zurlinden war überzeugter Dreyfus-Gegner; von ihm stammt die Anordnung, Oberst Picquart strafrechtlich zu verfolgen.
Seit 1900 gehörte er dem Obersten Kriegsrat an, ehe er zu seinem 65. Geburtstag, am 3. November 1902, in die Reserve versetzt wurde. Zurlinden wurde als Großoffizier der Ehrenlegion ausgezeichnet. Émile Zurlinden starb am 9. März 1929.